# Giovanni Marco Pitteri

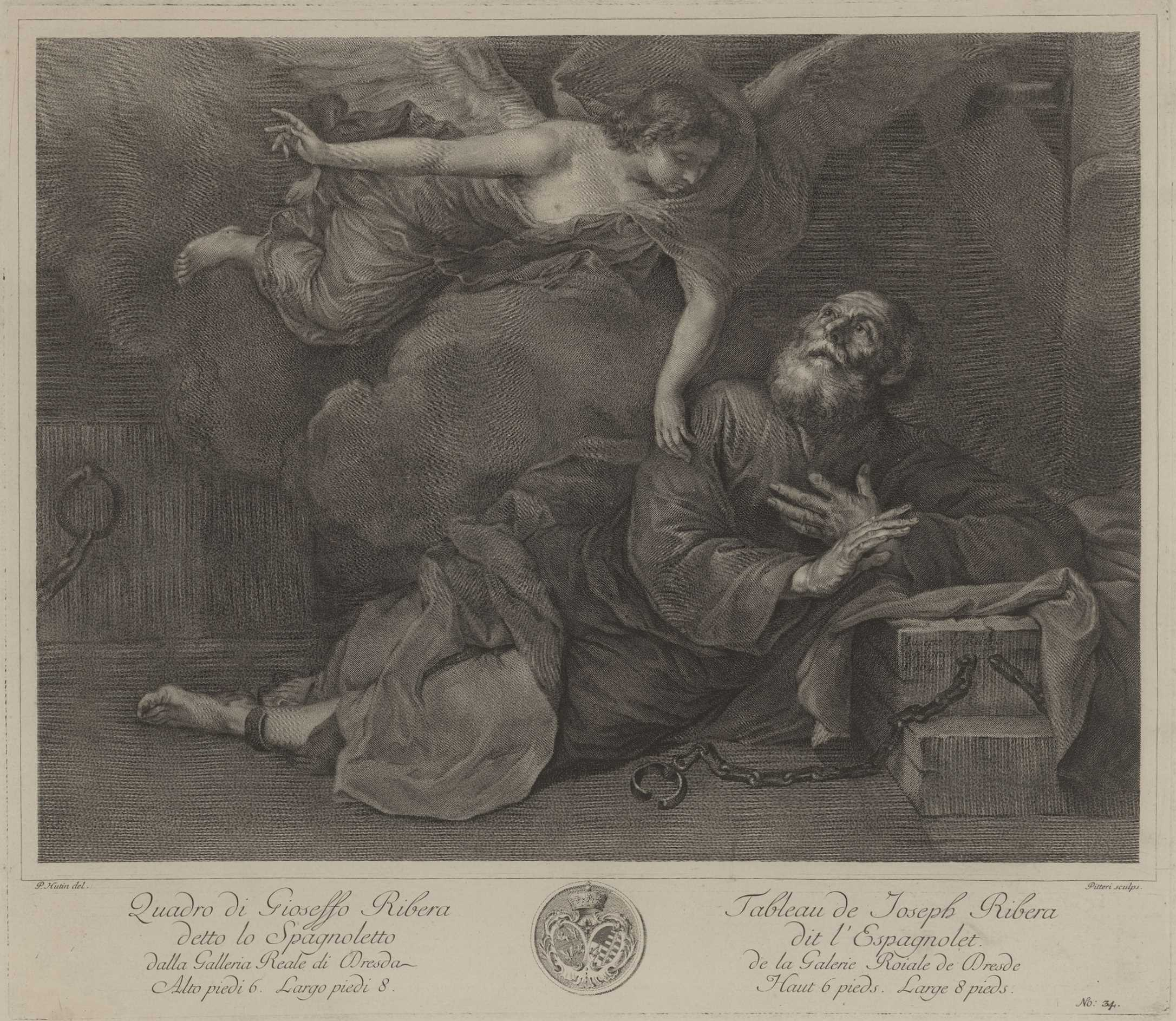
La liberación de Pedro de la prisión (c. 1750), sobre un original de José de Ribera, Gemäldegalerie Alte Meister, Dresde

Giovanni Marco Pitteri o Marco Alvise Pitteri (Venecia, 24 de mayo de 1702–ibidem, 4 de agosto de 1786) fue un grabador italiano. 

## Biografía
Fue un grabador de reproducción de artistas coetáneos, conocido sobre todo por 140 grabados al buril que realizó sobre dibujos de Giovanni Battista Piazzetta. Colaboró también con Giovanni Battista Tiepolo y Pietro Longhi.
Trabajaba en tallas paralelas, con diferentes intensidades en función del claroscuro. Entre sus obras cabe destacar los Siete Sacramentos y los cuatro episodios de la Vida del casado de Longhi, así como las imágenes de Cristo, la Virgen, los evangelistas y los apóstoles de Piazzetta.